# Електромотор
Електромотор или електрични мотор је електрична машина која претвара електричну енергију у механичку енергију. Обрнути процес, претварање механичке енергије у електричну енергију, се врши генератором. Две главне врсте електричних мотора су: мотор за једносмерну струју (једносмерни мотор) и мотор за наизменичне струје (наизменични мотор). На основу сазнања о деловању магнетних поља силом на електрични проводник којим тече електрична струја, први је настао од 1833, а напајао се једносмерном струјом из батерије галванских ћелија. Проналасци наизменичних мотора повезани су с применама вишефазних система електричних струја и напона, као и обртних магнетних поља, за што је најзаслужнији Никола Тесла, а у употреби су од 1888. Најчешће су ротацијске машине које рад обављају окретањем ротора уз развијање обртног момента. Такође постоје и линеарни мотори који стварају силу која ствара убрзање и линеарно кретање масе машине или предмета при чему се обавља механички рад. У употреби је много врста и имплементација електромотора и они су данас највише кориштене погонске машине у готово свим подручјима људске делатности а највише у индустрији и саобраћају. Примери кориштења у саобраћају су локомотиве возова, трамваји, тролејбуси, електрични аутомобили.

## Принцип рада
Већина електромотора раде на принципу електромагнетне индукције, али постоје и мотори који користе друге електромеханичке феномене, као што су електростатичка сила и пиезоелектрични ефекат. Фундаментални принцип на ком се заснивају електромагнетски мотори је механичка сила која делује на проводник кроз који протиче електрична струја и који се налази у магнетском пољу. Ова сила је описана Лоренцовим законом и њен правац је нормалан на проводник и магнетско поље.
Већина електромагнетних мотора је ротационог типа, а постоје и линеарни мотори. У ротационом мотору, обртни део се назива ротор, а непомични се назива статор. Намотаји на ротору су постављени аксијално, а магнетско поље је радијално. Стога механичка сила делује тангенцијално, па се развија обртни момент на осовини ротора

## Врсте електромотора по врсти струје или напона који користе

### Електромотори на наизменичну струју
Могу бити монофазни или трофазни:

#### Синхрони мотор
- Синхрони мотор је машина која се окреће врло тачном брзином у складу са фреквенцијом напајања - електричне мреже или свог посебног (синхроно са мрежом).

Мотор са два пола (један пар полова) ће се окретати брзином од 50 обртаја у секунди односно 3.000 обртаја у минуту (код мреже од 50 Hz), са четири пола 25 обртаја у секунди односно 1500 обртаја у минуту, итд. За довођене мотора из мировања до близу синхроне брзине потребан је посебан метод.

#### Асинхрони мотор
- Асинхрони мотор је највише кориштени мотор на наизменичну струју. Једноставне конструкције, јефтин и поуздан у раду, користи се свуда у индустрији за најразличитије задатке. Његова брзина ротације је донекле променљива зависно од оптерећења, али углавном је нешто испод (Фреквенције мреже : броја парова полова). На пример, асинхрони мотор са четири пола (два пара полова) и фреквенцијом мреже од 50 Hz ће имати радну брзину око 23-24 обртаја у секунди, или око 1.440 обртаја у минути.

### Електромотори на једносмерну струју
Разликују се по начину повезивања намотаја поља (статора) и арматуре (ротора), као и по карактеристикама.
Обично имају комутатор.

#### Мотор са независном побудом
Потребна су два извора напајања - мање снаге за намотај статора и номиналне (називне, назначене) снаге за намотај ротора. Релативно стабилна брзина при различитим оптерећењима, ако је напон непроменљив. Брзина се лако подешава, променом напона напајања.

#### Серијски мотор
Намотаји арматуре и поља су везани серијски. Врло велика брзина при малом оптерећењу, врло добар почетни обртни моменат. Радна брзина се регулише променом амплитуде напона напајања. Кориштени често за локомотиве, трамваје, покретач у возилима (анласер) и у ручним алатима са аку-батеријом.

#### Паралелни мотор
Намотаји арматуре и поља су везани паралелно. Релативно стабилна брзина при различитим оптерећењима, чак и при променама напона напајања (нестабилна мрежа). Користе се ретко, нпр. за покретне траке у рудницима.

#### Серијско-паралелни (компаунд) мотор
Три намотаја - два побудна на статору и главни на ротору. Комбинација радних карактеристика серијског и паралелног мотора једносмерне струје.

#### Мотор са перманентним магнетима
Код ових мотора поље стварају магнети. Губици су ниски, снаге ограничене до неколико киловата. Најчешћи мотор у играчкама, брисачима и вентилацији у возилима, и слично.

### Универзални мотори
Универзални мотор је мотор с комутатором и четкицама, сличан једносмерном серијском мотору, који може да ради или на једносмерно или
на наизмјенично напајање. Врло чести у усисивачима, кухињским алаткама, као и ручном алату (бушилице, брусилице и слично). Велика брзина ротације омогућује да мотор малих габарита развија релативно велику снагу.

## Врсте електромотора по начину рада
- обични ротациони - већина електромотора спада у ову групу
- линеарни (линијски) - „ротор“ не ротира већ се креће у линији. Користе се за возове на магнетном јастуку.
- корачни мотор (stepper motor) - ротор овог мотора се покреће у угловним „корацима“ од неколико степени и онда стоји. Потребна контролна електроника за рад. Користи се у штампачима и другдје гдје је прецизно позиционирање од значаја.

## Једносмерни мотор или мотор за једносмерну струју
Једносмерни мотор или мотор за једносмерну струју претвара једносмерну електричну струју у кружно кретање. Машина је тако конструисана да може да ради као електрични генератор једносмерне струје ако се механички покреће спољашњом силом. Својствен је део ротора мотора за једносмерну струју колектор или комутатор, па је према томе у уврежен назив колекторски мотор. Путем колектора и четкица остварује се електрични контакт (додир) с роторским намотом и претвара наизменичну струју у једносмерну. Мотор се изводи с независном, серијском, сложеном (компаундираном) побудом или с трајним магнетима. Због могућности континуиране промене брзине покретања једносмерни се мотор користио у индустрији за погон колосечних и неких посебних возила (трамваја, локомотива, електромобила и друго). Брзина се мења на разне начине, а код савремених погона управља рачунаром. Због могућности напајања из акумулаторских батерија, једносмерни се мотор користи и као покретач мотора с унутрашњим сагоревањем (на пример у аутомобилима и дизелским агрегатима). Ипак, због израде комутатора и његовог одржавања, те хабања (трошења) четкица и пратећег искрења, једносмерни се мотор, с обзиром на набавну цену и погонску поузданост, мање користи него кавезни асинхрони мотор.
Класични једносмерни мотор се састоји од ротирајуће арматуре која је обликована у облику електромагнета с два пола и од статора који чине два перманентна магнета. Крајеви намота арматуре спојени су на ротацијски прекидач, комутатор, који приликом сваког окретаја ротора два пута мења смер тока струје кроз арматурни намотај стварајући тако момент који закреће ротор. Протицањем једносмерне струје кроз водич који се налази у магнетском пољу ствара се, према правилу леве руке, сила која због свог хватишта, које се налази изван осе ротације ротора, ствара момент који закреће ротор. Електрична веза између ротора и извора једносмерне струје се остварује тако да се извор једносмерне струје споји на графитне четкице које клижу по комутатору или колектору. Приликом преласка четкице с једне на другу ламелу комутатора постоји тренутак када се извор налази у кратком споју услед чега долази до искрења четкица. Искрење четкица доводи до полаганог уништавања графитних четкица, али и до оксидације и трошења комутатора, па је то главни недостатак ове врсте мотора. Искрење се појачава ако се повећава: брзина окретања мотора (број окретаја), електрични напон, оптерећење, односно струја као последица повећања напона или оптерећења. Искрење осим самог уништавања комутатора и четкица за последицу има и стварање чујног и електричног шума.

## Наизменични мотор или мотор за наизменичне струје
Наизменични мотор или мотор за наизменичне струје може бити асинхрон и синхрон.

### Наизменични асинхрони или индукцијски мотор
Наизменични асинхрони или индукцијски мотор, који се напаја из мреже наизменичнога трофазног или једнофазног напона, највише се користи у индустријским постројењима. Такав мотор изведен за прикључак на једнофазну мрежу служи и у мањим уређајима, на пример у радионичким, лабораторијским и кућним уређајима (пумпе, машине за прање веша и посуђа, хладњаци). У асинхроном мотору окретно се магнетно поље ствара проласком трофазне струје кроз трофазне намотаје смештене на статору. Оно се може створити и прикључком мотора на једнофазну мрежу, ако се два фазна намотаја просторно помакну за пригодан угао и ако се у један намотај дода електрични кондензатор, којим се оствари фазни помак међу струјама којима се напајају та два намотаја (кондензаторски мотор). Настало окретно статорско магнетно поље индукује у роторским проводницима напоне и струје које стварају своје окретно магнетно поље. Међуделовањем та два поља стварају се електромагнетне силе и закретни моменти узрокују ротацију ротора. Те силе и моменти постоје само дотле док силнице окретнога поља секу електричне проводнике ротора, а нестају оног часа када се брзине ротора и окретнога поља изједначе (синхрона брзина), то јест када нестане релативно кретање проводника ротора према окретном пољу, па према томе и индукованих напона и струја у роторским проводницима. За исправан рад таквог мотора нужно је да брзина ротације ротора буде незнатно мања од синхроне брзине (такозвано клизање ротора), па одатле назив асинхрони мотор.
Кавезни мотор је најчешће употребљавана врста асинхроног мотора назван према роторском намотају који се састоји од неизолованих, најчешће алуминијумских проводника симетрично распоређених по ободу жељезног језгра ротора и кратко спојених на оба краја, што наликује кавезу или крлетки. Такав мотор има највећу примену у индустрији јер се у његов ротор не мора доводити струја, па нису потребне ни четкице и колектор. Да би се спречило његово превелико загрејавање, на осовини ротора налази се вентилатор. Синхрони и асинхрони мотори врло су једноставни по конструкцији, а тиме и јефтинији од осталих мотора. И то посебно асинхрони мотор, који нема колекторе и клизне колуте.
Велика је заслуга Николе Тесле да је открио ротацијско магнетско поље помоћу којег је омогућио конструкцију асинхроног мотора. Ротацијско магнетно поље, то јест магнетно поље које се врти, може се произвести с најмање две наизменичне струје које су помакнуте у фази. Ако се у том ротационом магнетном пољу налази шупаљ бакарни ваљак, магнетне силнице ће га у вртњи сећи, и у њему ће се индуковати електрична струја. Магнетно поље ће деловати на ту струју тако да ће се ваљак окретати у истом смеру којем се врти магнетско поље. У пракси се производи ротирајуће магнетно поље помоћу трофазне струје, а ротор је израђен из бакарних или алуминијумских штапова, међусобно изолованих, који су на крајевима кратко спојени прстенима. Како такав ротор изгледа као кавез, зове се и кавезни ротор.

### Синхрони мотор
Синхрони мотор се не разликује по имплементацији статора од асинхроног, али су на ротору уграђени трајни магнети или је роторски намотај напајан једносмерном струјом из посебног извора. Такав ће се ротор вртети синхроно с окретним пољем створеним вишефазним статорским струјама. Брзина вртње синхроног мотора пропорционална је фреквенцији у мрежи на коју је мотор прикључен, а како је та фреквенција стална, стална је и брзина вртње без обзира на оптерећеност мотора. Предност је синхроног мотора према асинхроном што не оптерећује мрежу јаловим струјама за своје магнетизовање, чак може давати јалову струју у мрежу. Међутим, недостатак му је што се при сваком укључивању на електричну мрежу његову брзину вртње треба приближити синхроној брзини, било малим помоћним мотором, било у асинхроним радом, а затим је синхронизовати.
Генератор наизменичне струје може такође да послужи и као мотор, само намотај статора треба прикључити на извор наизменичне струје, а намотај ротора на извор једносмерне струје. Како магнети на ротору имају сталне полове, док се полови статора мењају као и наизменична струја, то се ротор мора окретати истом угаоном брзином колика је и фреквенција наизменичне струје. Због тога се он зове синхрони мотор. Ако се на пример јужни пол ротора између супротних полова статора, ротор ће настојати да се окрене према северном полу статора. Ту би он стао кад се у истом тренутку не би променио смер струје у статору, те од северног пола статора настао јужни пол. Зато се синхрони мотор не може сам покренути, јер како се смер струје у статору брзо мења, тако се мења и смер закретног момента којим магнетно поље статора делује на ротор. Код покретања мора бити одмах постигнута синхронизација (истовременост) између брзине ротора и фреквенције наизменичне струје да се мотор може окретати. Зато се покретање врши руком код малих мотора или помоћним мотором код већих машина. Ако би због оптерећења такав мотор заостао у брзини, изгубио би синхронизам и стао. Стога се такви мотори не могу употребити тамо где се оптерећења мењају.

## Посебне врсте електромотора
Постоје електромотори посебних конструкција и намена, као што је на пример сервомотор, који се користи у регулацијским системима и сервомеханизмима, селсински мотор за праћење положаја извршног склопа, линеарни мотор чији се покретни део помиче по правцу и други.

## Премотавање електромотора
Премотавање електромотора је поступак намотава бакарне жице на ротор електричног мотора. Мотор чији је намотај ротора прегорео, се овом методом доводи у исправно стање, а цена услуге са новом жицом је често мања од цене новог мотора. Исти поступак се користи и за намотаје релеја, калемова, транформатора, Пупинових калемова итд.